# Segment ST

Ones d'un ECG, marcat el segment ST

En electrocardiografia, el segment ST connecta el complex QRS i l'ona T i té una durada de 0,005 a 0,150 seg (de 5 a 150 ms).
Comença en el punt J (unió entre el complex QRS i el segment ST) i acaba al començament de l'ona T. No obstant això, com que sol ser difícil determinar exactament on acaba el segment ST i comença l'ona T, la relació entre el segment ST i l'ona T s'ha d'examinar junts. La durada típica del segment ST sol estar al voltant de 0,08s (80 ms).
El segment ST representa el període isoelèctric quan els ventricles es troben entre la despolarització i la repolarització.

## Interpretació
- El segment ST normal té una lleugera concavitat ascendent.
- L'ST pla amb pendent cap a baix o amb depressió poden indicar una isquèmia coronària.
- L'elevació de l'ST definida per una elevació de més de 1mm i més de 80ms després del punt J, pot indicar un infart de miocardi transmural. Fins i tot en repòs, segments ST anormals són un factor de risc de mort coronària.[1] Cal tenir en compte que aquesta mesura té una taxa de falsos positius del 15-20% (que és una mica més alta en dones que en homes) i una taxa de falsos negatius del 20-30%.[2]
- La depressió de l'ST pot estar associada amb infart de miocardi subendocàrdic,[3] hipopotasèmia o toxicitat digital.[4]

## Monitorització fetal
En l'electrocardiografia fetal, l'anàlisi de la forma d'ona ST (de vegades abreujada STAN) s'utilitza per obtenir una indicació dels nivells creixents de dèficit de base fetal.

## Tipus d'intervals ECG

### ECG: intervals, segments i ones (feu clic a la imatge)
|  |  |  |  |  |
|  |  |  |  |  |